# Zevgolatió (Corinthe)
Zevgolatió, en grec moderne : Ζευγολατιό, est une ville du dème de Vélo-Vócha, district régional de Corinthie, en Grèce.
Selon le recensement de 2011, la population de la ville s'élève à 4 363 habitants.